# THE IDOLM@STER RADIO
<THE IDOLM@STER RADIO> (아이돌마스터 라디오)는 라디오 오사카 V-STATION화의 라디오 프로그램. 프로그램의 애칭은 <아이마스 라디오> (공식 일본어 표기는 <アイドルマスターレイディオ>다). 전173회. 후 프로그램으로서 <THE IDOLM@STER STATION!!!>이 방송되고 있었다 (2013년 3월까지).
2006년 (헤세이 18년) 4월 9일부터 2007년 (헤세이 19년) 4월 1일의 사이, 매주 일요일 23:30 - 24:00에 방송. 2007년 4월 8일부터 2009년 (헤세이 21년) 4월 5일 간은, 매주 일요일 21:30 - 22:00에 방송범위를 이동. 2009년 (헤세이 21년) 4월 12일부터는 22:00 - 22:30에 화를 이동해 방송되고 있었다. 또, 제40회 이후는 인터넷 전달도 행해지고 있었다.

## 개요
아케이드 게임 <THE IDOLM@STER>에서의 파생 기획으로, 같은 작 출연 성우인 타카하시 치아키 (미우라 아즈사 역)와 이마이 아사미 (키사라기 치하야 역)가 퍼스널리티를 근무한다.

### 프로그램의 특징
- 오프닝의 타이틀 콜은 <아이돌마스터 영화 제공자, 치하야·아즈사의 아이마스 라디오>.
- 프로그램 내에서, 타카하시 치아키는 <치아킹 (게이마가 blog로 벌아 king으로 표기)>, 이마이 아사미는 <밍고스>의 애칭으로 불린다. 다만, 2명이 서로를 애칭으로 부르는 것은 거의 없고, 타카하시는 이마이를 <아사미> 또는 <아사미 씨>, 이마이는 타카하시를 <토모아키>[1]라고 부르는 것이 많다.
- 프로그램 처음의 인사는 주로 타카하시가 <쥬시포리 YEY!>, 마지막의 인사는 <쥬시포리 BYE!>라고 한다. <쥬시>는 신선한 일, <포리>는 <파티>로, 모두 타카하시가 잘 사용하는 말.
- 청취자를 프로듀서, 필명을 프로듀서 네임이라고 부른다. 이것은 게임에서의 플레이어의 역할에 준하고 있다.
- THE IDOLM@STER의 출연 성우·관련 스탭이 자주 게스트로 오지만, 특히 관계 없는 게스트가 오기도 한다.
- 스폰서는 컬럼비아 뮤직 엔터테인먼트, 게이마가, 반다이 남코 게임스, 브시로드. 그 때문에, 컬럼비아의 곡이 잘 걸린다. 또, 출연자 자기연출의 게이마가의 라디오 CM도 방송되었다 (제91회).
- 니코니코 애니메이션 채널로의 인터넷 전달에서는, OP·ED의 제공 크레디트 나레이션이, 스폰서로부터의 소식 코너에서는 반다이 남코 게임스 관련의 상품 소개, 거기에 부수한 ED토크가 각각 컷되고 있다. 또, 제111회 전달 시에 시험적으로 그림을 공개했다. 그 후, 부정기에 프로그램 중 수시, 제119회부터 ED 후에 <이번 주의 덤>이라고 제목을 붙이고, 그림을 여러 매 공개하고 있다.
- 일반적으로 <연회 방송>이라는 것이 프로그램의 눈의 하나가 되어 있어, 연말 연시나 퍼스널리티의  탄불회 등에서는, 10수 명 정도의 친한 관계자를 부른 파티 (연회)를 대절 홀 등에서 열어, 그 안에서 프로그램을 진행한다.

### 인터넷 전달
제40회 방송분 이후는 인터넷 전달도 행해지고 있지만, 2009년 (헤세이 21년) 5월 시점에서 4회, 전달원이 변경되고 있다. 그 변천은 이하와 같다.
제40회- 제84회
전달 사이트: 음천
전달 기간: 2007년 (헤세이 19년) 1월 17일 - 2007년 11월 14일 (본방송보다 3일 지연)
제85회- 제104회
전달 사이트: 애니메이트 TV
전달 기간: 2007년 11월 22일 - 2008년 (헤세이 20년) 4월 4일 (본방송보다 4일 지연)
제105회- 제162회
전달 사이트: 니코니코 애니메이션 채널 니코라디오
전달 기간: 2008년 4월 9일 - 2009년 5월 13일 (본방송보다 3일 지연/최신회부터 4회분이 시청 가능)
2008년 4월 2일 (같은 사이트 개설일)에, 본방송의 다이제스트적 자리 매김의 니코라디오용 준비호가 전달되었다.
제163회- 제173회
전달 사이트: 니코니코아이마스 ch“타루키정” (니코니코 채널&커뮤니티)
전달 기간: 2009년 5월 20일 - 2009년 7월 29일 (본방송보다 3일 지연/최신회부터 4회분이 시청 가능)